# Diplôme d'Ismere

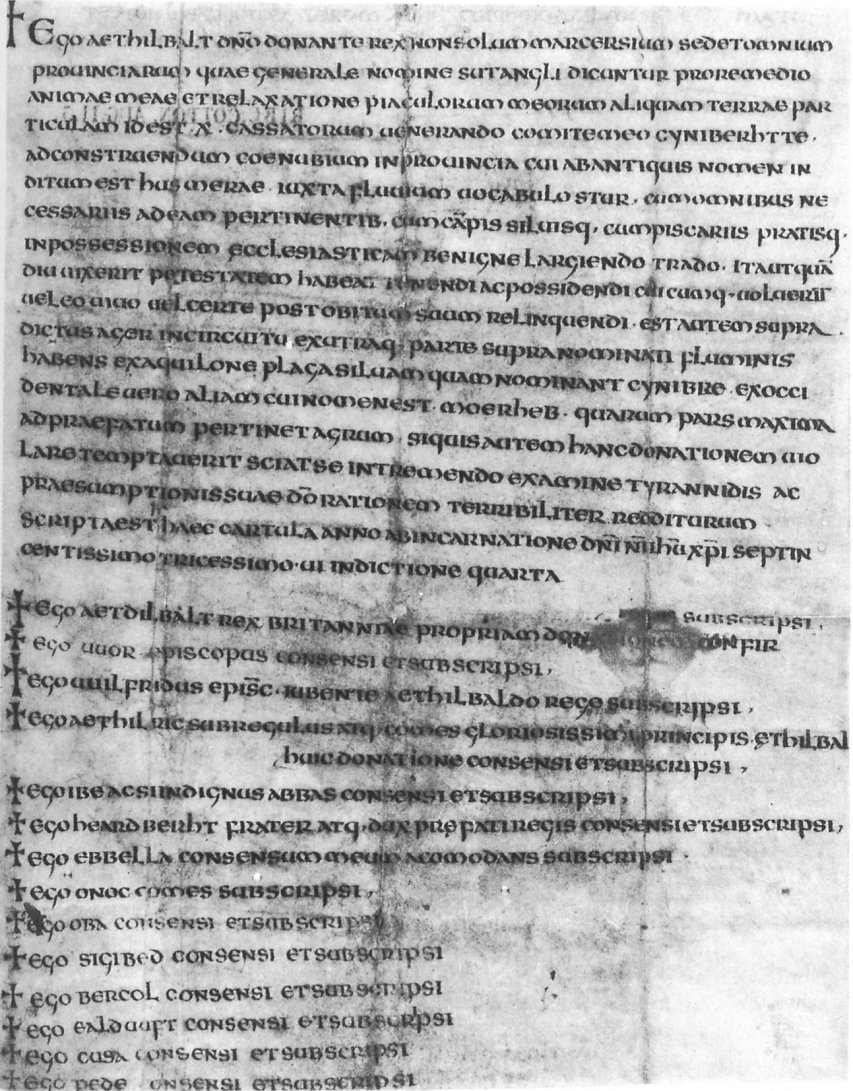
Le diplôme d'Ismere.

Le diplôme d'Ismere (Ismere Diploma en anglais) est une charte émise par le roi de Mercie Æthelbald en 736. Elle enregistre une donation d'un terrain par le roi à un laïc nommé Cyneberht pour la fondation d'un monastère. Ce terrain, d'une superficie de dix hides, est situé à Ismere, près de la rivière Stour, dans le Worcestershire.
Æthelbald y porte les titres de « roi non seulement des Merciens, mais aussi de toutes les provinces qui sont appelées du nom général d'Anglaises du Sud » et de « roi de Bretagne » (Rex Britanniæ). Le diplôme d'Ismere s'inscrit en cela dans une tendance à la grandiloquence observable dans d'autres chartes produites pour le compte du roi mercien autour de Worcester  dans les années 730.
Contrairement à la plupart des chartes anglo-saxonnes, le diplôme d'Ismere subsiste sous sa forme originale : une page de 230 × 180 mm en onciale, conservée à la British Library sous la cote Cotton Augustus II 3. Il a été rédigé en deux temps par un seul scribe. Après avoir écrit le texte de la donation et une partie de la liste des témoins, probablement en vue d'une cérémonie formelle, le scribe est repassé sur son texte pour ajouter plusieurs témoins supplémentaires. Ces ajouts se distinguent par des caractères moins gras que le texte d'origine. Au dos de la feuille, un autre scribe a ajouté ultérieurement la mention d'une autre donation d'Æthelbald à Cyneberht.
Ce diplôme se distingue également par l'utilisation du système de datation Anno Domini, popularisé par le moine northumbrien Bède le Vénérable, plutôt que celui de l'indiction.